# Rolf Greder
Rolf Greder (* 9. März 1942 in Biel; † 20. März 2016 ebenda) war ein Schweizer Grafiker, Maler und Zeichner. Sein Werk umfasst Druckgrafiken, Siebdrucke, Malerei, Zeichnungen, Radierungen und Kunst am Bau.

## Werk
Rolf Greder absolvierte eine Lehre als Grafiker und war ab 1966 als Gestalter für «Visplays» tätig. 1968 machte er sich als freischaffender Grafiker und Maler selbstständig. 1978 erhielt er das Ernst-Anderfuhrer-Stipendium. Im gleichen Jahr war er für die Farbgebung und künstlerische Gestaltung des «Salle des Fêtes» in Reconvilier zuständig.
Greder war Mitglied der Sektion Biel der GSMBA, später im Vorstand und ab 1979 deren Präsident. Er stellte seine Werke in Einzel- und Gruppenausstellungen aus. Zudem prägte er den Bieler Berufsverband für visuelle Kunst «Visarte» und engagierte sich im Stadtrat von Biel.